# 哈伯希爾斯 (紐約州)
哈伯希爾斯（英語：Harbor Hills）是位於美國紐約州拿騷縣的普查規定居民點。

## 人口
根據2020年美國人口普查的數據，哈伯希爾斯的面積為0.46平方千米，當中陸地面積為0.31平方千米，而水域面積為0.15平方千米。當地共有人口562人，而人口密度為每平方千米1,221.74人。